# 여성 역량 강화

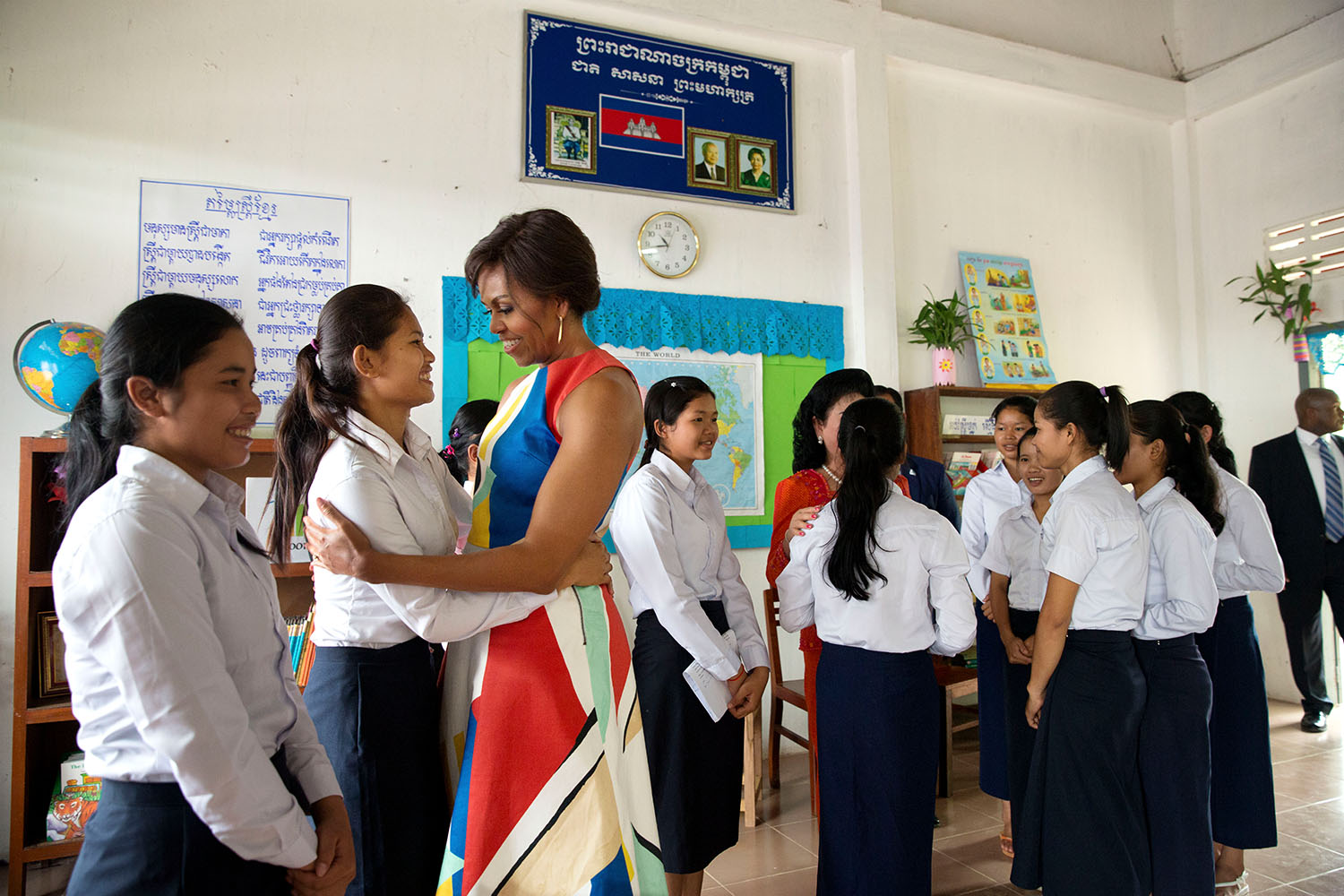
당시 영부인 미셸 오바마는 룸 투 리드 행사에서 학생들에게 인사하고 있다.

여성 역량 강화(women's empowerment)는 여러 가지 방식으로 정의할 수 있다. 여성의 관점을 수용하는 것, 여성의 교육, 사회 의식, 문해, 훈련을 통해 여성의 지위를 높이고 그러기 위해서 노력하는 것까지 포함할 수 있다. 여성 역량 강화는 여성이 사회적 문제들 속에서 자신의 삶과 관련되어 자기결정권을 가질 수 있도록 준비시키는 것이다. 또한 원하는 목표를 이루는데 필요한 자유를 얻기 위해, 성 역할이나 다른 역할들을 재정의하는 기회를 가질 수도 있다.
여성의 임파워먼트는 인적자원개발과 경제학에서 중요한 논제가 되어왔다. 경제적 임파워먼트는 여성이 소득, 자산이나 자원들에서 이득을 얻거나 통제할 수 있도록 한다. 그것은 여성이 삶의 안정성을 높이고 위험을 통제하는 능력을 갖는데 도움을 준다. 그것은 결국 특정한 정치적, 사회적 맥락에서 하찮게 취급되는 성을 지원하는 것이라 할 수 있다. 종종 생물학정 성과 역할로서의 성(젠더)은 같은 의미로 사용되긴 하지만, 보다 포괄적인 접든은 어떤 성별을 가진 사람이든지 생물학적 성과 젠더개념을 구분하는 것을 중시한다. 여성 임파워먼트는 문해력, 교육, 훈련과 인식 창출을 통해 여성의 지위를 높이는데 도움이 된다. 나아가 여성의 임파워먼트는 이전에는 거부되었던, 여성의 생애관련 전략적 선택들에 관련한 능력을 의미할 수도 있다.
국가, 기업, 커뮤니티와 특정 집단들은 여성의 임파워먼트 개념을 표방하는 프로그램이나 정책을 실행함으로써 효익을 얻을 수도 있다. 여성의 임파워먼트는 인적자원을 개발하는 것에 양적,질적 향상을 가져온다. 임파워먼트는 인간의 권리와 개발을 다루는 데 있어, 주요한 절차적 관심 중의 하나이다. 여성의 임파워먼트는 경제 사회적 결과물을 만드는데 핵심이 된다. 여성의 임파워하는 프로젝트의 효익은 주류 젠더에 대한 그것보다 크다. 농촌지역 개발과 농업을 위한 양자간 재원의 반이상이 젠더관련한 곳에 사용되고 있지만, 6%만이 젠더를 근원에 두고 있다. 만약 소규모 생산의 반이 여성의 임파워먼트를 위한 개발계획으로부터 지원을 받는다면, 이것은 추가적으로 5천8백만명의 소득을 뚜렷이 증가시키고, 2억3천5백만 명의 회복력을 향상시킬 수 있을 것이다.
FAO(Food and Agriculture Organization)에 따르면, 증가하는 여성의 임파워먼트는 여성의 삶의 안녕에 핵심적일 뿐 아니라, 어린이에 대한 영양공급, 식품안정성, 농업생산성에 긍정적을 영향을 준다.
여성의 임파워먼트를 몇가지 원칙으로 정의해본다면, 어떤것이 강화된다면 그것은 무력화되는 입장에서 나온다는 것이다. 그것은 외부에서 주어지기 보다 스스로의 힘을 획득하는 것이어야만 한다. 어떤 연구에서는, 임파워먼트를 중요한 생애 의사결정을 할 수 있을 뿐 아니라, 그것에 따라 행동할 수 있는 능력을 갖게 되는 것으로 정의한다. 임파워먼트와 무력화는 이전에는 상대적인 개념이었는데, 임파워먼트는 결과물이라기 보다는 과정에 가깝다.
학자들은 임파워먼트에 두가지 형식이 있다고 본다. 경제적인 임파워먼트와 정치적인 임파워먼트가 그것이다.

##### 경제적 임파워먼트
1980년대부터 신자유주의의 물결은 경쟁력과 자립을 경제적인 성공의 우선적인 척도로 삼고 있다 사회적으로 선호되는 신자유주의 기준에 미치지 못하는 개인과 그들의 커뮤니티는 사회적으로 무시받게 되고 결국 그러한 개인이나 해당 그룹에 소속된 개인들의 자존감을 낮추게 된다. . 어떤 집단은 이상적인 신자유주의의 이미지에 맞지 않기 때문에 경제적인 하위계층에 속하고 고용대상에서 제외되기도 했다. 
특히, 신자유주의는 복지정책 재정립 과정에서 여성의 존재가치감에 부정적인 영향을 미쳤다. Mary Corcoran과 동료들은 보수적인 복지개혁가들이 복지에 대한 의존이 빈곤의 원인이 된다고 믿는다는 이론을 발표하였다. 이것은 복지개혁가들에게 복지의 수혜를 받기 위한 자격기준을 넓히게 함으로써, 복지에 의존하는 사람의 수를 제한시키도록 한다. 이 자격기준들은 업무요건과 기간제한, 여성을 노동시장으로 빠르게 유입시키는 것들을 포함한다. 여성에 대한 이러한 적극적인 강요는 미혼모와 무급노동자가 미국경제에 전혀 생산적이지 않다는 인식을 주고 그것을 다시금 강화한다. 결과적으로  여성들이 출산과 가정에 대한 책임을 지면서도, 저임금의 불안정한 일자리에 안착하도록 강요된다. 학자들은 복지개혁의 기저에 있는 목적이 여성관련 기관이나 여성의 경제적 독립을 억제하거나 억압함으로써 여성의 힘을 약화하는데 있다고 생각한다. 여성은 직업훈련 같은 여성의 힘을 기르는 기회를 창출하여 신자유주의의 사회적 함의와 복지개혁에 대항할 수 있다. 
정책입안자들이 공식 노동시장에 진입하는 것을 돕기 위한 직업훈련을 지원할것을 제안한다. 여성에게 정식 교육기회를 좀 더 제공한다면 그들이 가정에서의 발언이나 결정에 힘을 얻을 수 있게 될 것이다. 그들은 사회에서 더 높은 임금을 받을 수도 있고, 결과적으로는 더 좋은 일자리를 얻게 될 수 있다. 
여성의 임파워먼트와 젠더 평등을 이루는 것은, 사회적으로도 지속가능한 발전을 가능하게 한다. 많은 지도자들과 학자들은 지속가능한 발전이 과연 양성평등과 여성의 역량강화없이 가능한 일인지에 대해 토론해왔다. 지속가능한 발전은 환경보호, 사회적 경제적 개발 뿐 아니라 여성의 임파워먼트를 포함하는 개념이다. 여성과 개발이라는 맥락에서, 임파워먼트는 반드시 여성이 그들 자신의 것을 가지기 위한 많은 선택을 포함해야 한다. 
여성이 재산상속과 토지에 대한 소유권을 갖는 것은 여성의 경제적 힘을 갖게 하는 또다른 수단이다. 이것은 여성이 자산과 자본을 축적하고 젠더 불평등을 구별하는데 필요한 교섭력을 갖도록 해준다. 종종 저개발국가나 개발도상국의 여성들은 단지 여성이라는 이유로 그들의 토지를 소유하는 것에 제한이 있다. 토지에 대한 권리를 주는 것은 여성에게는 일반적으로 허락되지 않는 일종의 교섭력을 주는 것이다. 그들이 공식적으로 금융체계에 들어오거나, 경제적인 독립에 대해 더 많은 기회를 갖게 된다.  인종은 여성이 고용 같은 영역에서 힘을 얻는데 있어 결정적인 영향을 준다. 많은 학자들이 여성의 임파워먼트에 대해 논의할 때, 인종이 고용에 미치는 영향에 대해 조사하는 것이 소외계층 여성이 직면하는 다른 종류의 장애물들-여성이 사회에서 힘을 갖기 어렵게 만드는-을 논의하는데 중요하다고 말한다. 젠더, 인종, 계급에 의해 어떻게 기회가 체계화되는지에 초점을 두어 조사를 하는 것이 사회적 변화를 증폭시킬 수 있다. 일하는 기회와 일하는 환경은 여성의 임파워먼트를 창출할 수 있다. 직장 내에서의 임파워먼트는 직무만족과 성과에 긍정적인 영향이 있으며, 직장 내에서의 평등은 이러한 임파워먼트를 느끼는데 매우 중요하다. 여성이 안정적인 직업을 얻는 기회를 가질 경우, 유색 인종 여성은 업무조건 상의 특권이나 평등한 접근 기회가 부족하다. 그들은 종종 더 많은 불이익을 맞닥뜨린다. Patricia Parker는 아프리카계 미국인 여성의 임파워먼트가 통제에 대한 저항이고, 자립권을 갖는 것이며, 그들에 대한 사회적 기준에 순응하지 않는 것이라고 주장한다. 권력과 관련해서 보면, 여성주의자들의 견해는 불평등한 역학관계를 갖는 시스템에 대한 저항의 형태로 나타난다. 인종, 젠더, 그리고 계급 정치의 사회적 환경 속에서, 아프리카계 미국여성들의 직업 환경에서의 임파워먼트는 “정체성과 행동에 대한 의미를 고착화하려는 시도에 저항하는 것으로 볼 수 있으며, 여기서 의미라고 하는 것은 여성을 통제,착취,억압하려는 것을 말한다”. 여성의 임파워먼트를 말할 때, 많은 학자들은, 여성들이 인종, 계급, 젠더로 인해 영향받는 조직생활에서 매일 겪게되는 사회적 불공정함에 대해 조사할 것을 제안한다. 여성의 경제적 임파워먼트에 대한 또다른 방법론은 마이크로크레딧[미세금융, 무담보 소액대출]에 대한 것이다. 이 금융기관은 담보물없이 낮은 금리로 대출을 함으로써 해당 지역 여성들에게 경제적인 지원을 하는 것을 목표로 한다. 보다 구체적으로는, 창업을 하고자 하는 여성을 대상으로 한다. 마이크로크레딧의 효율과 성공은 지속적으로 논쟁거리가 되어왔다. 일부는 마이크로크레딧 자체로는 여성이 해당 대출을 사용하는 방식을 통제하지 못한다고 비판한다. 관련 금융기관들은 남성이 여전히 가계금융을 통제하도록 하는 문화적 장애물들을 확인하지 못하고 있으며, 결국 이 돈이 남편들에게로 흘러가는 것은 아주 간단한 사실이라는 점이다. 여성이 대출을 받았다 하더라도, 해당 여성을 가사의 책임에서 놓여나게 할 수 없으며, 남성만큼 시장에서 활동으로 일할 시간을 갖지 못한다. 

## 같이 보기
- 이중부담
- 여성주의
- 걸 파워
- 존경
- 여성의 권리
- 여성 노동자